# Jacek i Agatka (program dla dzieci)
Jacek i Agatka – jedna z najwcześniej powstałych polskich telewizyjnych dobranocek, produkowana i emitowana przez Telewizję Polską w latach 1962–1972. Seria przedstawiała przygody rodzeństwa – chłopca (Jacek) i dziewczynki (Agatka) – przedstawianych w formie prostych pacynek: na palcu wskazującym aktora-animatora umieszczona była kulista głowa postaci, a palec środkowy i kciuk dłoni aktora osłoniętej czarną rękawiczką przedstawiały ręce postaci.

## Powstanie serii

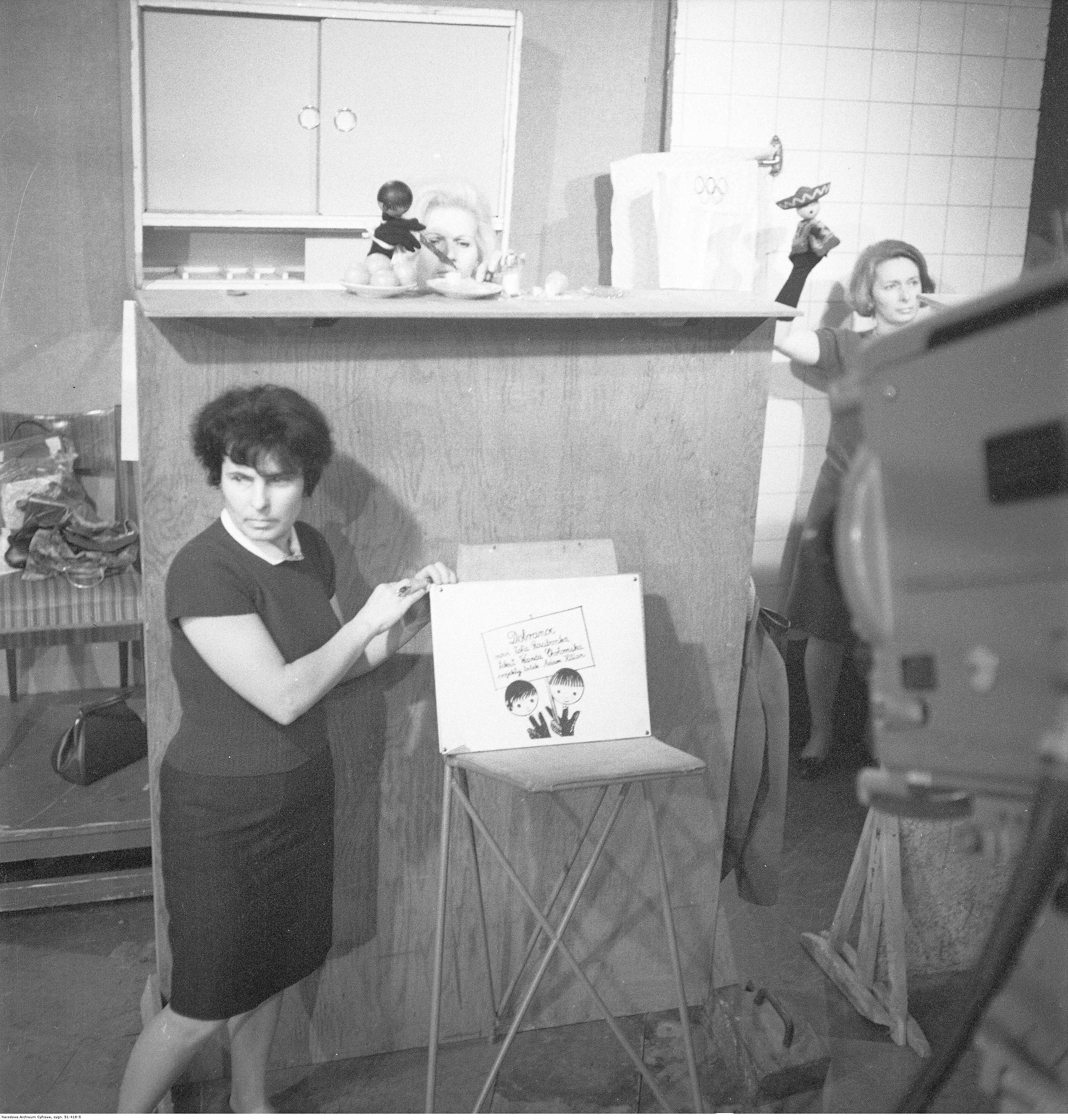
Studio telewizyjne podczas emisji dobranocki „Jacek i Agatka”. Z lewej strony (za kontuarem) stoi Barbara Skokowska (Agatka), a z prawej – Teresa Olenderczyk (Jacek).

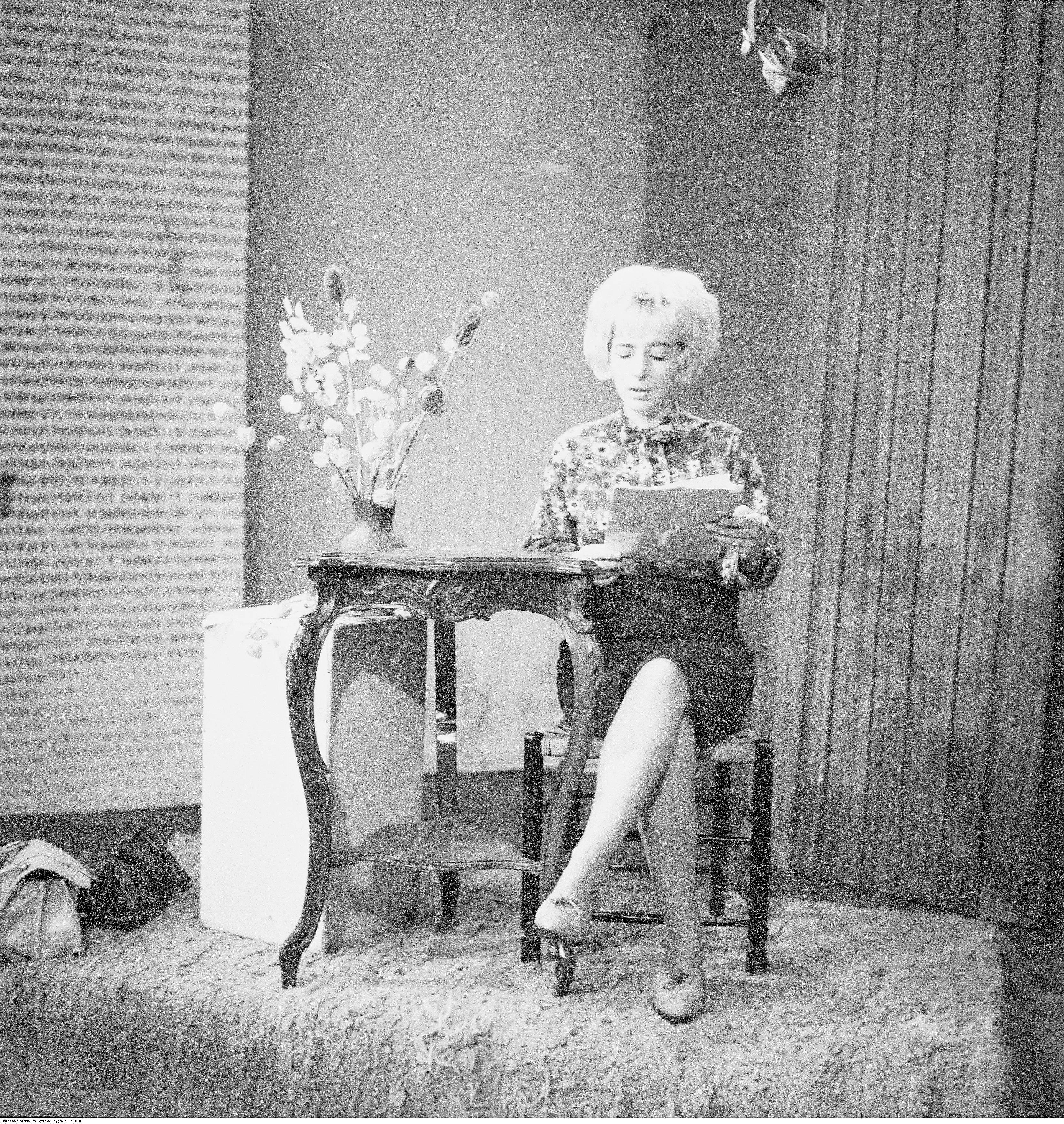
Narratorka „Pani Zosia” (Zofia Raciborska) podczas emisji dobranocki „Jacek i Agatka”

Serial Jacek i Agatka został poprzedzony polską dobranocką produkowaną inną techniką – z nieruchomych rysunków – Gąską Balbinką. Dobranocka powstawała w studiu w Warszawie przy placu Powstańców Warszawy. Początkowe odcinki nadawano na żywo i nie były rejestrowane.
Autorką scenariuszy serii była pisarka i poetka Wanda Chotomska. Jacek i Agatka to imiona dwóch pacynek, w postaci główek, wytoczonych z drewna, nakładanych na palec. Ich kształty zaprojektował artysta plastyk Adam Kilian. Głosu obydwojgu bohaterom, rodzeństwu: bratu i starszej od niego siostrze – uczennicy, użyczyła Zofia Raciborska, która odtwarzała również postać Pani Zosi – sąsiadki Jacka i Agatki, narratorki dobranocek, komentatorki zabaw rodzeństwa mieszkającego po sąsiedzku, za ścianą jej mieszkania. Animatorkami lalek były Teresa Olenderczyk (Jacek) i Barbara Skokowska (Agatka). Od imienia syna animatorki – Teresy Olenderczyk – Jacka, Wanda Chotomska nadała imię bohaterowi – chłopcu.
Cenzura w PRL kontrolowała wypowiadane na antenie teksty i wprowadzała modyfikacje treści.

## Emisje
Dobranocka Jacek i Agatka była emitowana w jedynym wówczas programie Telewizji Polskiej. Emisja rozpoczynała się o godzinie 19:20, trzy razy w tygodniu (we wtorki, czwartki i soboty). Nadawano sygnał czarno-biały, w odcieniach szarości.

## Materiały archiwalne
Pacynki oraz zachowane oryginały scenariuszy odcinków zostały w 2011 przekazane przez Wandę Chotomską do Muzeum Dobranocek w Rzeszowie.

## Oddziaływanie społeczne
Autorzy serialu ustami młodych bohaterów nie tylko bawili, ale również uczyli widownię, tworząc swoisty program rozrywkowo-edukacyjny oparty na pozornie błahych problemach. Telewizyjna dobranocka zapoczątkowała Kluby Piegowatych. W programie, który nadawano na żywo, występowały niekiedy zwierzęta, na przykład lew, kurczaki, prosiak, wypożyczane z ogrodu zoologicznego. Dzięki dobranocce do kalendarza wprowadzono Dzień Dziadka.
O programach pisała prasa, m.in. tygodnik Przyjaciółka, tygodnik Świerszczyk, dwutygodnik Płomyczek.
Tytułowy bohater Jacek zainspirował jednego z pacjentów szpitala dziecięcego w Konstancinie do pomysłu nagradzania dorosłych odznaczeniem od dzieci, po czym redakcja „Kuriera Polskiego” ogłosiła ogólnopolski konkurs, dzięki któremu powstał Order Uśmiechu.
Z okazji 60. rocznicy emisji pierwszego odcinka programu, Muzeum Dobranocek w Rzeszowie przygotowało w czerwcu 2022 wystawę planszową „Jacek i Agatka – Tak to się zaczęło”.
Funkcjonują przedszkola z Jackiem i Agatką w nazwie, m.in.: w Gdańsku – Przedszkole nr 51, w Warszawie – Niepubliczne Przedszkole nr 278, w Zielonej Górze.
W Białymstoku w 1979 dwóm nowo utworzonym ulicom nadano nazwy odpowiednio: Jacka i Agatki.  

## Wykorzystywanie popularności serii

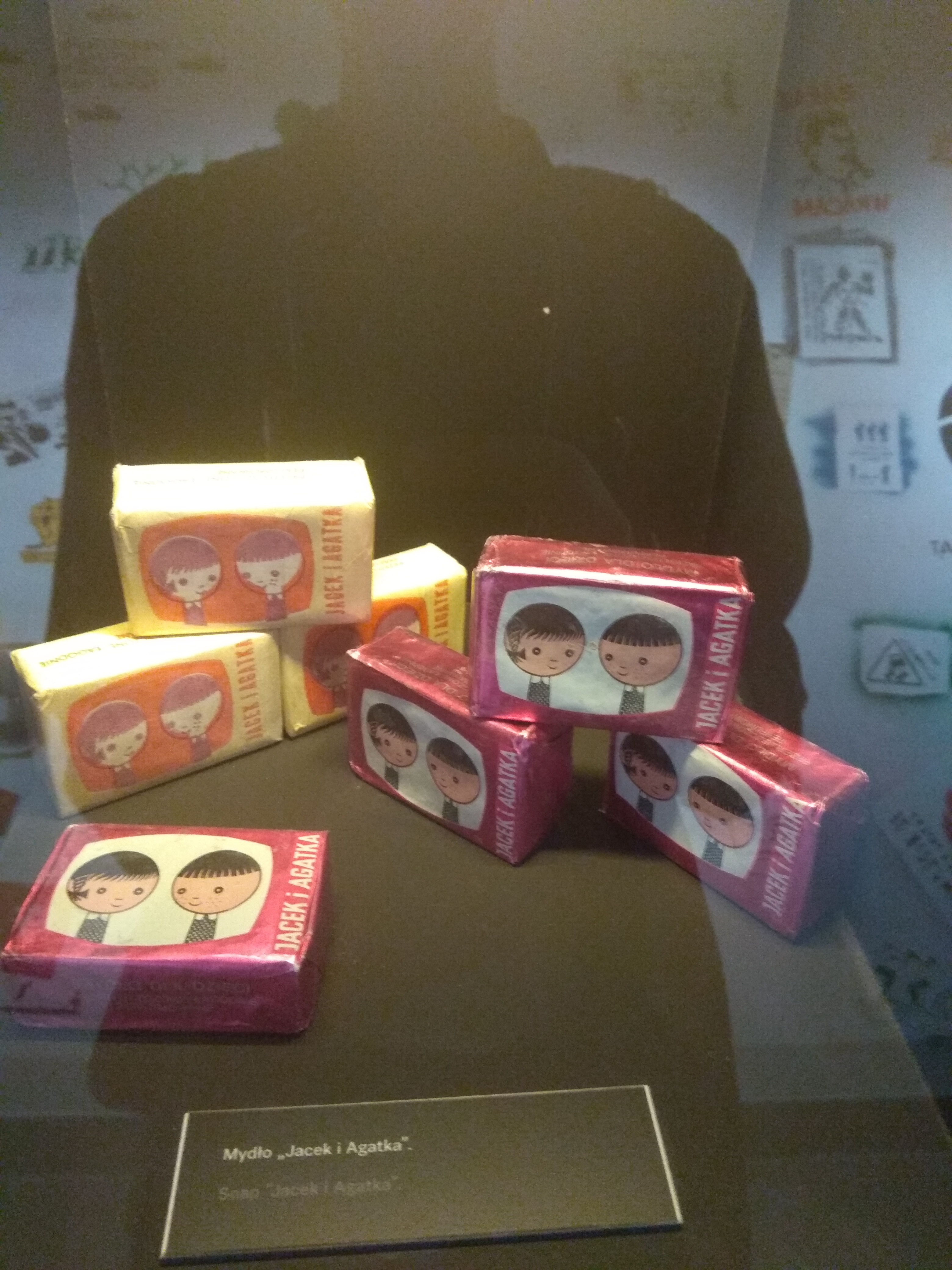
Mydło toaletowe „Jacek i Agatka”

Na podstawie imienia bohaterki serialu potocznie nazywano „Agatką” znak drogowy T-27 „dziewczynka z lizakiem”, informujący o nieletnich uczniach przekraczających jezdnię. Tabliczka ta została wprowadzona w tym czasie do użytku.
Przedsiębiorstwo państwowe ze zjednoczenia Pollena – Pollena-Uroda, produkowało serię kosmetyków dla dzieci o nazwie Jacek i Agatka. Wytwarzano mydło toaletowe (przetłuszczone, zawierające lanolinę, w cenie 3,20 zł), płyn do kąpieli (11 zł), olejek (27 zł), mleczko kosmetyczne (9 zł), krem dla dzieci. Kosmetyki z tej serii wytwarzała również Pollena-Racibórz.
Firmy produkujące zabawki wprowadziły do handlu wiele wzorów podobizn bohaterów serialu. Produkty takie prezentuje Muzeum Dobranocek w Rzeszowie. Wytwarzano słodycze: Dolnośląskie Zakłady Przemysłu Cukierniczego „Śnieżka” produkowały tabliczki czekolady mlecznej z rysunkiem Jacka i Agatki na opakowaniu, ciastka Jacek i Agatka sprzedawała w Warszawie cukiernia Bliklego. We Wrocławiu bar mleczny otrzymał nazwę Jacka i Agatki.
Wytłoczono płyty winylowe z nagranymi audycjami. Wydrukowano znaczki pocztowe, kartki pocztowe, stosowano stemple pocztowe z postaciami pacynek.
Dobranocka przyczyniła się do częstszego nadawania dzieciom imion Agata i Jacek.
Do bohaterów serialu nawiązuje książka Jacek i Agatka oparta na tekstach autorów serialu, wydana przez Wydawnictwo Wilga w 2018, po ich śmierci.

Znak drogowy nazywany „Agatką”
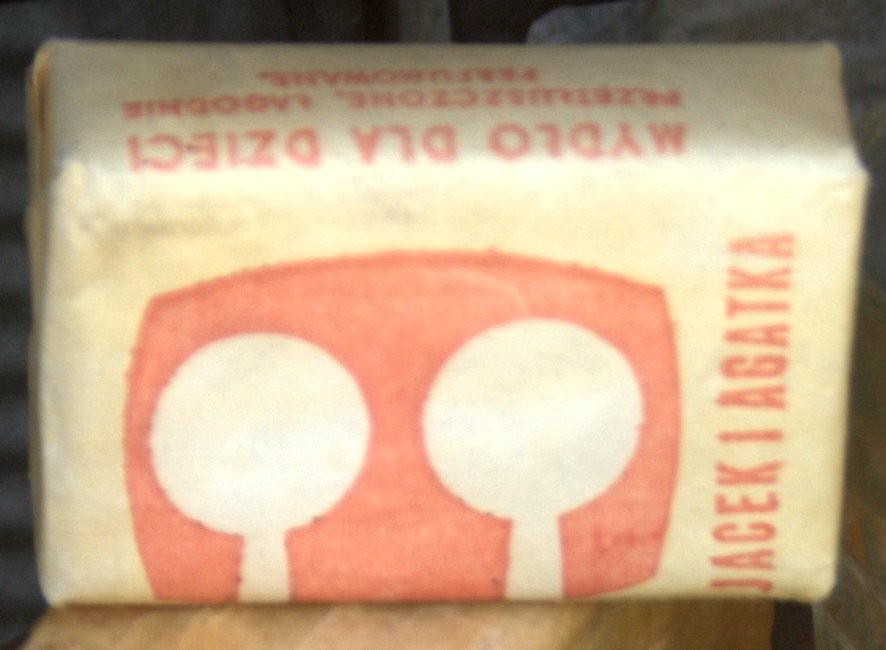
Mydło toaletowe „Jacek i Agatka”